# Grimmia nevadensis
Grimmia nevadensis är en bladmossart som beskrevs av Greven 2002. Grimmia nevadensis ingår i släktet grimmior, och familjen Grimmiaceae. Inga underarter finns listade i Catalogue of Life.